# Боргомедзавале
Боргомедзава̀ле (на италиански: Borgomezzavalle) е община в Северна Италия, провинция Вербано-Кузио-Осола, регион Пиемонт. Разположена е на 557 m надморска височина. Населението на общината е 317 души (към 2014 г.).
Общината е създадена в 1 януари 2016 г. Тя се състои от двете предшествуващи общини Сепиана и Винагела, които сега са най-важните центрове на общината.